# Craig's Wife (1936)
Craig's Wife is een Amerikaanse dramafilm uit 1936 onder regie van Dorothy Arzner. Het scenario is gebaseerd op het gelijknamige toneelstuk uit 1925 van de Amerikaanse auteur George Kelly. Destijds werd de film in Nederland uitgebracht onder de titel De vrouw des huizes.

## Verhaal
Harriet Craig is een tirannieke vrouw die getrouwd is met een rijke man voor zijn geld. Vervolgens maakt ze misbruik van haar positie om haar eigen macht en rijkdom te vergroten. 

## Rolverdeling
| Acteur           | Personage         |
| ---------------- | ----------------- |
| Rosalind Russell | Harriet Craig     |
| John Boles       | Walter Craig      |
| Billie Burke     | Mevrouw Frazier   |
| Jane Darwell     | Mevrouw Harold    |
| Dorothy Wilson   | Ethel Landreth    |
| Alma Kruger      | Ellen Austen      |
| Thomas Mitchell  | Fergus Passmore   |
| Raymond Walburn  | Billy Birkmire    |
| Elisabeth Risdon | Mevrouw Landreth  |
| Robert Allen     | Gene Fredericks   |
| Nydia Westman    | Mazie             |
| Kathleen Burke   | Adelaide Passmore |